# Rik Smits
Rik Smits (* 23. August 1966 in Eindhoven, Niederlande) ist ein ehemaliger niederländischer Basketballspieler. Er spielte während seiner Profikarriere nur bei den Indiana Pacers. Sein Spitzname lautete „The Dunkin’ Dutchman“.

## Karriere
Smits, der sich als Jugendlicher mit Motorrädern beschäftigte, begann seine Basketballkarriere mit 14 Jahren bei PSV/Almonte in Eindhoven. Mit 18 Jahren ging er in die USA, um für das Marist College in der Nähe von New York City zu spielen. Der Niederländer war Mitglied der 1984/85er Mannschaft, die erstmals in der Hochschulgeschichte den Meistertitel in der ECAC Metro errang. 1987 und 1988 wurde er als Spieler des Jahres der ECAC Metro ausgezeichnet. Er verblieb vier Jahre auf dem College. Mit 1945 Punkten (18,2 pro Spiel) sowie 811 Rebounds (7,6 pro Spiel) stand er am Ende seiner Hochschulzeit jeweils auf dem zweiten Platz der Marist-Bestenliste, seine 345 Blocks (3,2 pro Spiel) bedeuteten den Höchstwert. Smits stellte am Marist College insgesamt 25 Basketball-Bestmarken auf, unter anderem indem er in einem Spiel 45 und in einer Halbzeit 37 Punkte erzielte. Smits war an der Hochschule Mannschaftskamerad von Rudy Bourgarel, dem Vater von Rudy Gobert.
1988 wechselte er in die NBA zu den Indiana Pacers, die sich seine Rechte im NBA-Draft 1988 an zweiter Stelle sicherten.
Zunächst nur als Ersatz für Steve Stipanovich eingekauft, entwickelte sich Rik Smits zum Stammspieler, da eine schwere Verletzung Stipanovich dazu zwang, seine Karriere früh zu beenden. In seinem ersten Jahr stand Smits 71 Mal in der Anfangsformation der Pacers und erzielte 11,7 Punkte, 6,1 Rebounds und 1,8 Blocks pro Spiel.
Mitte der 1990er Jahre entwickelte sich Smits mit Reggie Miller zum Führungsspieler der Pacers. Die Pacers erreichten mit Ausnahme von 1997, jedes Jahr die Playoffs. Smits' größte Erfolge waren die All-Star Nominierung 1998 und das Erreichen der NBA-Finalserie im Jahre 2000, in der man jedoch den Los Angeles Lakers unterlag.
Rik Smits' kräfteraubendes Spiel sorgte im späteren Verlauf seiner Karriere immer wieder für schwere und langwierige Verletzungen. Am 27. September 2000 gab er nach zwölf Spielzeiten in der NBA wegen anhaltender Knie- und Fußverletzungen seinen Rücktritt vom aktiven Sport bekannt.
Smits lebte nach dem Ende seiner NBA-Zeit zunächst weiterhin in Zionsville (US-Bundesstaat Indiana). Er besaß zeitweise eine Motorrad-Sammlung mit hunderten Fahrzeugen. Später ließ er sich in Cave Creek im Bundesstaat Arizona nieder. Mit seiner Frau Candice hat Smits eine Tochter (Jasmine) und einen Sohn (Derrik). Sein Sohn schlug ebenfalls eine Basketballlaufbahn ein und wurde Profi.

### Nationalmannschaft
Mit der niederländischen Nationalmannschaft nahm Smits an der Weltmeisterschaft 1986 sowie der Europameisterschaft 1987 teil. Bei der WM in Spanien war er mit 17,4 Punkten je Turnierspiel bester Korbschütze der niederländischen Auswahl. Bei der in Griechenland ausgetragenen EM im Folgejahr erreichte er einen Schnitt von 22 Punkten pro Einsatz: Das war der Höchstwert innerhalb seiner Mannschaft sowie der siebtbeste Punktedurchschnitt aller Turnierteilnehmer.

## Statistiken
Rik Smits bestritt insgesamt 972 Spiele in der NBA (867 Saisonspiele, 104 Play-off-Spiele und ein All-Star-Game). Er erzielte in seiner Karriere insgesamt 12.871 Punkte (14,8 Punkte im Durchschnitt) in der Hauptrunde. Seine persönliche Bestleistung in einem Spiel erzielte er am 12. Oktober 1995 mit 44 Punkten gegen die LA Clippers. 1998 erzielte er beim All-Star-Game in New York 10 Punkte und 7 Rebounds.

## Erfolge
- NBA All-Rookie First Team (1988–1989)
- NBA Eastern Conference All Star (1998)
- NBA-Spieler der Woche (1998)
- Rik Smits wurde beim 40-jährigen Vereinsjubiläum der Indiana Pacers auf dem vierten Platz und 20 786 Stimmen in die Jubiläumsauswahl gewählt

## Sonstiges
- Rik Smits trug Schuhe mit der amerikanischen Schuhgröße 17
- Er sammelt alles über die Zeichentrickserie Roadrunner
- In seiner Freizeit sammelt und restauriert er Oldtimer